# Joule-Thompsonov pojav
Joule-Thompsonov pojav je termodinamični proces, kjer pride do ohlajanja predhodno stisnjenega plina pri hitrem povečanju prostornine plina brez izmenjave toplote z okolico. Na principu tega pojava sloni delovanje hladilnikov in klimatskih naprav.